# La Bazoge, Manche
La Bazoge är en kommun i departementet Manche i regionen Normandie i norra Frankrike. Kommunen ligger i kantonen Juvigny-le-Tertre som tillhör arrondissementet Avranches. År 2018 hade La Bazoge 143 invånare.

## Befolkningsutveckling
Antalet invånare i kommunen La Bazoge
| Referens: INSEE |